# Hanníbal (fill d'Hasdrúbal)
Hanníbal (en púnic: 𐤇𐤍𐤁𐤏𐤋, ḥnbʿl; grec antic: Ἀννίβας, Annibas, llatí: Hannibal), fill d'Hasdrúbal i net de Magó, fou un militar cartaginès esmentat només per Justí, que diu que ell i els seus germans Hasdrúbal i Safó van fer la guerra contra els númides i els mauretans, i van contribuir decisivament a l'establiment del poder de Cartago en aquestes regions. Va viure al segle v aC.